# Ten Count
Ten Count (テンカウント, Ten Kaunto) és un manga japonès escrit i il·lustrat per Rihito Takarai. El manga va ser publicat a la revista Dear+ des de 2013 a 2017. Hi ha prevista una adaptació a sèrie d'anime, actualment endarrerida indefinidament. També ha estat adaptat en dos jocs.

## Argument
Shirotani Tadaomi, secretari personal del president d'una empresa, pateix de misofòbia. Llavors, coneix a Riku Kurose, un orientador o terapeuta, a les sessions del qual acaba assistint.

## Manga
Rihito Takarai va publicar el manga a la revista Dear + de Shinshokan el juliol de 2013. La sèrie va acabar el 14 de novembre de 2017.
| Núm. | Data de llançament     | ISBN              |
| ---- | ---------------------- | ----------------- |
| 1    | 30 de març de 2014     | 978-4-403-66419-9 |
| 2    | 30 de setembre de 2014 | 978-4-403-66440-3 |
| 3    | 28 de febrer de 2015   | 978-4-403-66461-8 |
| 4    | 30 d'octubre de 2015   | 978-4-403-66491-5 |
| 5    | 30 d'agost de 2016     | 978-4-403-66514-1 |
| 6    | 26 de març de 2018     | 978-4-403-66621-6 |

## Jocs
El 15 de desembre de 2017 es va anunciar un joc de xarxes socials titulat Ten Count: Another Days for Ameba i va sortir per als usuaris d'Ameba el 22 de març de 2018. Shinnosuke Tachibana i Tomoaki Maeno van repetir els seus papers del drama CD. El joc també va introduir nous personatges originals, Shiki Natsuya i Masaya Fuwa, que tenen la veu de Yoshitsugu Matsuoka i Takuya Sato. El joc va acabar els serveis el 29 de novembre de 2019.
L'1 d'agost de 2018 es va anunciar un joc de trencaclosques per a iOS i Android titulat Ten Count for App React, que havia de sortir a la tardor, en el qual tornaven a sortir els quatre personatges principals. El joc va sortir a la venda més tard el 7 de gener de 2019, amb aproximadament 15.000 persones que el van descarregar durant el llançament, i a finals de mes, el nombre de jugadors es va duplicar. El joc va acabar els serveis el 30 de juny de 2020.

## Anime
El 26 de març de 2018 es va anunciar una adaptació d'anime a l'embolcall especial del volum final del manga. Un tràiler de la sèrie publicat el 23 de març de 2019 va revelar originalment que la sèrie s'estrenaria el 2020, però es va endarrerir indefinidament.

## Recepció
Ten Count va vendre un total consecutiu de 2 milions de còpies físiques el març de 2018. El 2015, Ten Count va ocupar el lloc número 1 de les llistes de BL més recomanats de les llibreries japoneses, enquestant 470 empleats de 400 llibreries del Japó. Va tornar a ocupar el número 1 a la mateixa enquesta l'any 2016. Va guanyar el 3r lloc al Millor Manga als Premis Sugoi Japan 2017.